# Чемпіонат України з футболу 1995—1996: вища ліга (склади команд)
У складах клубів подано гравців, які провели щонайменше 1 гру в вищій лізі сезону 1995/96. Прізвища, імена та по батькові футболістів подані згідно з офіційним сайтом ФФУ.

## «Волинь» (Луцьк)
Головні тренери: Віталій Кварцяний (22 матчі), Олексій Єщенко (1 матч), Юрій Дячук-Ставицький (11 матчів)
| №            | Футболіст                       | Дата народження   | Країна   | Ігри     | Голи     |
| Воротарі     | Воротарі                        | Воротарі          | Воротарі | Воротарі | Воротарі |
| ------------ | ------------------------------- | ----------------- | -------- | -------- | -------- |
|              | Байрашевський Роман Валерійович | 7 серпня 1974     | Україна  | 1        | 5п       |
|              | Блажаєв Павло Олексійович       | 25 квітня 1971    | Україна  | 8        | 13п      |
|              | Бурч Михайло Васильович         | 15 квітня 1960    | Україна  | 8        | 13п      |
|              | Марчук Володимир Володимирович  | 21 березня 1967   | Україна  | 17       | 27п      |
| Захисники    |                                 |                   |          |          |          |
|              | Богарада Дмитро Вікторович      | 25 вересня 1975   | Україна  | 12       | 0        |
|              | Котік Олександр Леонтійович     | 23 жовтня 1974    | Україна  | 8        | 0        |
|              | Круковець Сергій Михайлович     | 1 липня 1973      | Україна  | 16       | 2        |
|              | Малєванов Олександр Васильович  | 13 лютого 1974    | Україна  | 25       | 0        |
|              | Михайлів Євгеній Євгенійович    | 6 квітня 1974     | Україна  | 32       | 0        |
|              | Сич Микола Анатолійович         | 7 лютого 1971     | Україна  | 19       | 0        |
|              | Сухарев Сергій Віталійович      | 24 серпня 1962    | Україна  | 17       | 1        |
|              | Таран Вадим Володимирович       | 23 липня 1965     | Україна  | 5        | 0        |
|              | Тарасенко Віталій Іванович      | 29 липня 1961     | Україна  | 15       | 0        |
|              | Федюков Олег Іванович           | 13 грудня 1963    | Україна  | 32       | 3        |
|              | Яцурак Василь Іванович          | 10 грудня 1973    | Україна  | 6        | 1        |
| Півзахисники |                                 |                   |          |          |          |
|              | Богунов Сергій Анатолійович     | 1 серпня 1973     | Україна  | 25       | 1        |
|              | Гапон Володимир Аркадійович     | 3 серпня 1979     | Україна  | 1        | 0        |
|              | Гащин Володимир Володимирович   | 2 січня 1972      | Україна  | 16       | 0        |
|              | Драницький Сергій Миколайович   | 1 червня 1974     | Україна  | 1        | 0        |
|              | Єщенко Олександр Олексійович    | 5 травня 1970     | Україна  | 7        | 0        |
|              | Куриленко Віктор Сергійович     | 1 квітня 1976     | Україна  | 6        | 0        |
|              | Нікітін Руслан Анатолійович     | 27 листопада 1972 | Україна  | 25       | 0        |
|              | Тимощук Анатолій Олександрович  | 30 березня 1979   | Україна  | 10       | 1        |
|              | Уштан Володимир Романович       | 15 грудня 1974    | Україна  | 9        | 0        |
|              | Федецький Андрій Стефанович     | 5 серпня 1958     | Україна  | 5        | 0        |
|              | Хома Ярослав Богданович         | 17 лютого 1974    | Україна  | 7        | 0        |
|              | Шевчук Віталій Іванович         | 1 серпня 1970     | Україна  | 12       | 0        |
| Нападники    |                                 |                   |          |          |          |
|              | Дикий Володимир Петрович        | 15 лютого 1962    | Україна  | 26       | 4        |
|              | Іванов Олександр Анатолійович   | 17 серпня 1973    | Україна  | 26       | 6        |
|              | Мозолюк Володимир Данилович     | 28 січня 1964     | Україна  | 33       | 12       |
|              | Солодкий Вадим Петрович         | 5 серпня 1970     | Україна  | 23       | 3        |
|              | Хмель Роман Валентинович        | 22 грудня 1969    | Україна  | 2        | 0        |

## «Динамо» (Київ)
Головний тренер: Йожеф Сабо
| №            | Футболіст                           | Дата народження   | Країна   | Ігри     | Голи     |
| Воротарі     | Воротарі                            | Воротарі          | Воротарі | Воротарі | Воротарі |
| ------------ | ----------------------------------- | ----------------- | -------- | -------- | -------- |
|              | Ковтун Андрій Олександрович         | 28 лютого 1968    | Україна  | 9        | 4п       |
|              | Шовковський Олександр Володимирович | 2 січня 1975      | Україна  | 25       | 13п      |
| Захисники    |                                     |                   |          |          |          |
|              | Баланчук Сергій Олександрович       | 31 березня 1975   | Україна  | 5        | 0        |
|              | Беженар Сергій Миколайович          | 9 серпня 1970     | Україна  | 28       | 5        |
|              | Ващук Владислав Вікторович          | 2 січня 1975      | Україна  | 10       | 0        |
|              | Головко Олександр Борисович         | 6 січня 1972      | Україна  | 31       | 0        |
|              | Дмитрулін Юрій Михайлович           | 10 лютого 1975    | Україна  | 20       | 0        |
|              | Леженцев Сергій Борисович           | 4 серпня 1971     | Україна  | 4        | 0        |
|              | Лужний Олег Романович               | 5 серпня 1968     | Україна  | 24       | 1        |
|              | Шматоваленко Сергій Сергійович      | 29 січня 1967     | Україна  | 28       | 0        |
| Півзахисники |                                     |                   |          |          |          |
|              | Калитвинцев Юрій Миколайович        | 5 травня 1968     | Україна  | 15       | 2        |
|              | Коновалов Сергій Борисович          | 1 березня 1972    | Україна  | 20       | 2        |
|              | Косовський Віталій Владиславович    | 11 серпня 1973    | Україна  | 29       | 6        |
|              | Костюк Ігор Володимирович           | 14 вересня 1975   | Україна  | 10       | 1        |
|              | Максимов Юрій Вільйович             | 8 грудня 1968     | Україна  | 22       | 7        |
|              | Мізін Сергій Григорович             | 25 вересня 1972   | Україна  | 9        | 0        |
|              | Михайленко Дмитро Станіславович     | 13 липня 1973     | Україна  | 32       | 1        |
|              | Николайчук Матвій Михайлович        | 9 серпня 1974     | Україна  | 1        | 0        |
|              | Похлебаєв Євген Васильович          | 25 листопада 1971 | Україна  | 33       | 6        |
|              | Хомин Андрій Романович              | 24 травня 1968    | Україна  | 9        | 0        |
|              | Шкапенко Павло Леонідович           | 16 грудня 1972    | Україна  | 19       | 2        |
| Нападники    |                                     |                   |          |          |          |
|              | Леоненко Віктор Євгенович           | 5 жовтня 1969     | Україна  | 13       | 5        |
|              | Ребров Сергій Станіславович         | 3 червня 1974     | Україна  | 31       | 9        |
|              | Скаченко Сергій Вікторович          | 18 листопада 1972 | Україна  | 10       | 2        |
|              | Шевченко Андрій Миколайович         | 29 вересня 1976   | Україна  | 31       | 16       |

## «Дніпро» (Дніпропетровськ)
Головний тренер: Бернд Штанге
| №            | Футболіст                      | Дата народження   | Країна    | Ігри     | Голи     |
| Воротарі     | Воротарі                       | Воротарі          | Воротарі  | Воротарі | Воротарі |
| ------------ | ------------------------------ | ----------------- | --------- | -------- | -------- |
|              | Медін Микола Олександрович     | 4 травня 1972     | Україна   | 17       | 12п      |
|              | Перхун Сергій Володимирович    | 4 вересня 1977    | Україна   | 6        | 7п       |
|              | Сирота Святослав Анатолійович  | 1 жовтня 1970     | Україна   | 14       | 15п      |
| Захисники    |                                |                   |           |          |          |
|              | Горілий Володимир Іванович     | 11 жовтня 1965    | Україна   | 18       | 0        |
|              | Євтушок Олександр Васильович   | 11 жовтня 1970    | Україна   | 29       | 2        |
|              | Задорожний Сергій Михайлович   | 20 лютого 1976    | Україна   | 1        | 0        |
|              | Козар Геннадій Васильович      | 23 вересня 1971   | Україна   | 14       | 0        |
|              | Купцов Олексій Сергійович      | 2 вересня 1977    | Україна   | 2        | 0        |
|              | Скрипник Віктор Анатолійович   | 19 листопада 1969 | Україна   | 31       | 6        |
|              | Юдін Андрій Вікторович         | 28 червня 1967    | Україна   | 13       | 1        |
|              | Яковенко Дмитро Олександрович  | 6 травня 1971     | Україна   | 18       | 1        |
| Півзахисники |                                |                   |           |          |          |
|              | Багмут Володимир Миколайович   | 21 лютого 1962    | Україна   | 33       | 3        |
|              | Зассен Андреас                 | 14 січня 1968     | Німеччина | 6        | 0        |
|              | Захаров Олександр Вікторович   | 11 серпня 1969    | Україна   | 30       | 2        |
|              | Ковалець Сергій Іванович       | 5 вересня 1968    | Україна   | 15       | 0        |
|              | Ковалюк Володимир Васильович   | 3 березня 1972    | Україна   | 12       | 2        |
|              | Куриленко Олексій Вікторович   | 29 серпня 1972    | Україна   | 12       | 0        |
|              | Мізін Сергій Григорович        | 25 вересня 1972   | Україна   | 17       | 4        |
|              | Платонов Валентин Вікторович   | 15 січня 1977     | Україна   | 1        | 0        |
|              | Полунін Андрій Вікторович      | 5 березня 1971    | Україна   | 34       | 4        |
|              | Теодорович Артур Юрійович      | 12 жовтня 1975    | Україна   | 2        | 0        |
|              | Топчієв Дмитро Миколайович     | 25 вересня 1966   | Україна   | 19       | 0        |
|              | Шаран Володимир Богданович     | 18 вересня 1971   | Україна   | 27       | 11       |
| Нападники    |                                |                   |           |          |          |
|              | Бабич Костянтин Миколайович    | 6 травня 1975     | Україна   | 2        | 1        |
|              | Емерсон Луіс Ферміно           | 21 липня 1973     | Бразилія  | 14       | 7        |
|              | Москвін Валентин Артурович     | 8 січня 1968      | Україна   | 21       | 2        |
|              | Нагорняк Сергій Миколайович    | 5 вересня 1971    | Україна   | 20       | 6        |
|              | Паляниця Олександр Віталійович | 29 лютого 1972    | Україна   | 32       | 13       |

## «Зірка-НІБАС» (Кіровоград)
Головний тренер: Олександр Іщенко
| №            | Футболіст                          | Дата народження   | Країна   | Ігри     | Голи     |
| Воротарі     | Воротарі                           | Воротарі          | Воротарі | Воротарі | Воротарі |
| ------------ | ---------------------------------- | ----------------- | -------- | -------- | -------- |
|              | Близнюк Ілля Владіславович         | 28 липня 1973     | Україна  | 33       | 31п      |
|              | Золотницький Сергій Юрійович       | 9 січня 1962      | Україна  | 2        | 2п       |
| Захисники    |                                    |                   |          |          |          |
|              | Боровський Станіслав Миколайович   | 8 липня 1970      | Україна  | 28       | 0        |
|              | Лавриненко Сергій Дмитрович        | 17 лютого 1975    | Україна  | 25       | 0        |
|              | Макогон Ігор Васильович            | 24 листопада 1969 | Україна  | 12       | 0        |
|              | Михайленко Олександр Станіславович | 24 вересня 1968   | Україна  | 8        | 1        |
|              | Мошевич Ігор Володимирович         | 14 травня 1971    | Україна  | 30       | 0        |
|              | Руснак Іван Іванович               | 12 жовтня 1966    | Україна  | 30       | 0        |
|              | Соболь Олександр Іванович          | 19 січня 1968     | Україна  | 31       | 0        |
| Півзахисники |                                    |                   |          |          |          |
|              | Бєліченко Юрій Олександрович       | 13 грудня 1964    | Україна  | 24       | 6        |
|              | Бондарчук Василь Васильович        | 12 січня 1965     | Україна  | 11       | 0        |
|              | Духновський Ігор Олександрович     | 17 травня 1972    | Україна  | 8        | 0        |
|              | Козаков Станіслав Володимирович    | 15 серпня 1967    | Україна  | 28       | 2        |
|              | Мартинов Юрій Петрович             | 5 червня 1965     | Україна  | 15       | 1        |
|              | Піскун Едуард Олександрович        | 1 січня 1967      | Україна  | 24       | 0        |
|              | Федоров Леонід Володимирович       | 28 січня 1963     | Україна  | 27       | 1        |
| Нападники    |                                    |                   |          |          |          |
|              | Богданов Юрій Вікторович           | 18 вересня 1972   | Україна  | 17       | 1        |
|              | Борисенко Сергій Миколайович       | 17 квітня 1974    | Україна  | 31       | 10       |
|              | Бурхан Євген Юрійович              | 27 травня 1971    | Україна  | 32       | 4        |
|              | Грачов Олексій Вікторович          | 5 березня 1969    | Україна  | 28       | 4        |
|              | Мизенко Олександр Вікторович       | 18 січня 1972     | Україна  | 29       | 7        |
|              | Олійник Віктор Борисович           | 30 серпня 1960    | Україна  | 1        | 0        |

## «Зоря» (Луганськ)
Головні тренери: Анатолій Коршиков (3 матчі), Олександр Журавльов (14 матчів), Віктор Аристов (17 матчів)
| №            | Футболіст                        | Дата народження   | Країна      | Ігри     | Голи     |
| Воротарі     | Воротарі                         | Воротарі          | Воротарі    | Воротарі | Воротарі |
| ------------ | -------------------------------- | ----------------- | ----------- | -------- | -------- |
|              | Малигін Юрій Володимирович       | 29 квітня 1971    | Україна     | 28       | 57п      |
|              | Серченко Валерій Анатолійович    | 15 серпня 1968    | Україна     | 8        | 23п      |
| Захисники    |                                  |                   |             |          |          |
|              | Андрющенко Анатолій Анатолійович | 5 січня 1975      | Україна     | 10       | 0        |
|              | Дімітрішвілі Темурі Георгійович  | 14 жовтня 1971    | Грузія      | 23       | 0        |
|              | Квітатіані Гела                  | 15 серпня 1971    | Грузія      | 8        | 2        |
|              | Кірюхін Олександр Григорович     | 1 жовтня 1974     | Україна     | 1        | 0        |
|              | Кондратенко Андрій Вікторович    | 6 січня 1963      | Україна     | 8        | 0        |
|              | Микитін Володимир Богданович     | 28 квітня 1970    | Україна     | 22       | 0        |
|              | Мустафаєв Асан Сеферович         | 11 травня 1965    | Україна     | 26       | 0        |
|              | Перегрім Дмитро Павлович         | 7 вересня 1973    | Україна     | 5        | 0        |
|              | Різун Микола Леонідович          | 8 лютого 1974     | Україна     | 21       | 0        |
|              | Старовик Віталій Вікторович      | 3 вересня 1978    | Україна     | 18       | 0        |
|              | Хаіров Самір Іскендерович        | 4 лютого 1974     | Азербайджан | 10       | 0        |
|              | Чайка Віталій Олександрович      | 21 травня 1970    | Україна     | 4        | 0        |
|              | Ярмолич Сергій Федорович         | 27 листопада 1963 | Україна     | 9        | 0        |
| Півзахисники |                                  |                   |             |          |          |
|              | Баранов Василь Анатолійович      | 20 жовтня 1979    | Україна     | 5        | 0        |
|              | Бацманов Олександр Григорович    | 27 серпня 1977    | Україна     | 1        | 0        |
|              | Галюза Ілля Сергійович           | 16 листопада 1979 | Україна     | 3        | 0        |
|              | Джугелі Іван Рамазович           | 14 квітня 1969    | Грузія      | 17       | 3        |
|              | Дунай Віталій Олександрович      | 18 вересня 1961   | Україна     | 6        | 1        |
|              | Зенін Юрій Леонідович            | 15 серпня 1967    | Україна     | 3        | 0        |
|              | Кітто Станіслав Едуардович       | 1 лютого 1974     | Естонія     | 4        | 0        |
|              | Кіян Володимир Віталійович       | 25 березня 1976   | Україна     | 23       | 0        |
|              | Коробченко Олексій Юрійович      | 28 березня 1972   | Україна     | 19       | 5        |
|              | Максимич Сергій Васильович       | 19 липня 1974     | Україна     | 16       | 0        |
|              | Малигін Олександр Володимирович  | 27 листопада 1979 | Росія       | 9        | 0        |
|              | Марашов Олександр Володимирович  | 25 серпня 1972    | Естонія     | 5        | 0        |
|              | Мелешко Роман Іванович           | 8 вересня 1971    | Білорусь    | 2        | 0        |
|              | Назаров Євгеній Миколайович      | 23 січня 1972     | Україна     | 4        | 0        |
|              | Рубанчук Валерій Миколайович     | 16 грудня 1971    | Україна     | 3        | 0        |
|              | Шакун Сергій Олександрович       | 23 грудня 1979    | Україна     | 6        | 0        |
|              | Шелаєв Олег Миколайович          | 5 листопада 1976  | Україна     | 32       | 1        |
|              | Шопін Ігор Вікторович            | 15 червня 1978    | Україна     | 21       | 0        |
| Нападники    |                                  |                   |             |          |          |
|              | Гущин Олександр Сергійович       | 5 серпня 1966     | Україна     | 3        | 0        |
|              | Кравченко Андрій Гарійович       | 25 листопада 1975 | Україна     | 27       | 3        |
|              | Кулієв Вагіф Джабраілович        | 14 березня 1968   | Таджикистан | 6        | 0        |
|              | Мащенко Дмитро Олександрович     | 26 листопада 1978 | Україна     | 1        | 0        |
|              | Мірошниченко Роман Іванович      | 25 березня 1973   | Україна     | 8        | 0        |
|              | Суворов Вячеслав Валерійович     | 22 серпня 1971    | Україна     | 16       | 1        |

## «Карпати» (Львів)
Головний тренер: Володимир Журавчак
| №            | Футболіст                        | Дата народження   | Країна   | Ігри     | Голи     |
| Воротарі     | Воротарі                         | Воротарі          | Воротарі | Воротарі | Воротарі |
| ------------ | -------------------------------- | ----------------- | -------- | -------- | -------- |
|              | Расулов Ельхан Афсар-огли        | 25 березня 1960   | Україна  | 23       | 27п      |
|              | Стронціцький Богдан Едуардович   | 13 січня 1968     | Україна  | 12       | 12п      |
| Захисники    |                                  |                   |          |          |          |
|              | Василитчук Андрій Миколайович    | 13 липня 1965     | Україна  | 3        | 0        |
|              | Гурка Михайло Петрович           | 21 листопада 1975 | Україна  | 1        | 0        |
|              | Мокрицький Юрій Ярославович      | 16 жовтня 1970    | Україна  | 30       | 1        |
|              | Павлюх Іван Богданович           | 12 серпня 1976    | Україна  | 32       | 0        |
|              | Панчишин Іван Миколайович        | 15 червня 1961    | Україна  | 31       | 1        |
|              | Чижевський Олександр Арсенійович | 27 травня 1971    | Україна  | 32       | 0        |
| Півзахисники |                                  |                   |          |          |          |
|              | Бондарчук Василь Васильович      | 12 січня 1965     | Україна  | 5        | 0        |
|              | Вовчук Любомир Євгенович         | 26 серпня 1969    | Україна  | 33       | 4        |
|              | Гнатів Роман Михайлович          | 1 листопада 1973  | Україна  | 27       | 3        |
|              | Грінер Андрій Михайлович         | 25 червня 1973    | Україна  | 3        | 0        |
|              | Зуб Роман Іванович               | 16 лютого 1967    | Україна  | 19       | 1        |
|              | Назаров Євгеній Миколайович      | 23 січня 1972     | Україна  | 4        | 0        |
|              | Петрик Анатолій Степанович       | 7 грудня 1963     | Україна  | 29       | 0        |
|              | Пронін Сергій Васильович         | 14 січня 1972     | Україна  | 5        | 0        |
|              | Сапуга Андрій Михайлович         | 4 жовтня 1976     | Україна  | 29       | 2        |
|              | Шулятицький Андрій Тарасович     | 8 червня 1969     | Україна  | 12       | 1        |
|              | Шумський Віталій Іванович        | 17 травня 1972    | Україна  | 27       | 1        |
| Нападники    |                                  |                   |          |          |          |
|              | Борисенко Анатолій Анатолійович  | 29 жовтня 1968    | Україна  | 3        | 0        |
|              | Голубка Петро Михайлович         | 28 серпня 1972    | Україна  | 2        | 0        |
|              | Єфіменко Вячеслав Миколайович    | 3 серпня 1974     | Україна  | 11       | 1        |
|              | Колесник Вадим Леонідович        | 12 березня 1967   | Україна  | 29       | 7        |
|              | Маковей Ігор Юрійович            | 4 вересня 1976    | Україна  | 23       | 4        |
|              | Покладок Андрій Ярославович      | 21 червня 1971    | Україна  | 24       | 13       |

## «Кремінь» (Кременчук)
Головні тренери: Анатолій Скурський (4 матчі), Тиберій Корпонай (13 матчів), Валерій Яремченко (17 матчів)
| №            | Футболіст                        | Дата народження   | Країна     | Ігри     | Голи     |
| Воротарі     | Воротарі                         | Воротарі          | Воротарі   | Воротарі | Воротарі |
| ------------ | -------------------------------- | ----------------- | ---------- | -------- | -------- |
|              | Баркалов Сергій Миколайович      | 1 березня 1973    | Україна    | 1        | 2п       |
|              | Дудка Валерій Олександрович      | 1 жовтня 1964     | Україна    | 9        | 10п      |
|              | Чумак Юрій Олександрович         | 8 квітня 1962     | Україна    | 25       | 44п      |
| Захисники    |                                  |                   |            |          |          |
|              | Жениленко Вячеслав Миколайович   | 27 червня 1972    | Україна    | 25       | 0        |
|              | Загоруйко Сергій Володимирович   | 23 червня 1975    | Україна    | 1        | 0        |
|              | Казьмін Олег Анатолійович        | 22 травня 1969    | Україна    | 2        | 0        |
|              | Коваленко Валерій Іванович       | 1 жовтня 1968     | Україна    | 8        | 0        |
|              | Кривенко Олег Миколайович        | 25 квітня 1965    | Україна    | 15       | 0        |
|              | Купцов Андрій Сергійович         | 23 січня 1971     | Україна    | 15       | 0        |
|              | Леонов Ігор Іванович             | 14 вересня 1967   | Україна    | 13       | 1        |
|              | Лукаш Сергій Митрофанович        | 28 вересня 1963   | Україна    | 23       | 1        |
|              | Поліщук Костянтин Володимирович  | 13 травня 1970    | Україна    | 10       | 0        |
|              | Ратій Олег Борисович             | 5 липня 1970      | Україна    | 6        | 0        |
|              | Романишин Сергій Володимирович   | 3 вересня 1975    | Україна    | 14       | 1        |
|              | Сало Ігор Іванович               | 28 березня 1966   | Україна    | 8        | 0        |
|              | Троїцький Сергій Геннадійович    | 14 листопада 1961 | Україна    | 26       | 0        |
| Півзахисники |                                  |                   |            |          |          |
|              | Баранов Євгеній Олександрович    | 21 серпня 1976    | Україна    | 4        | 0        |
|              | Кавтеладзе Анзор Джадулієвич     | 22 червня 1969    | Грузія     | 17       | 3        |
|              | Казьмирчук Олег Васильович       | 10 грудня 1968    | Киргизстан | 15       | 1        |
|              | Каретник Володимир Володимирович | 24 квітня 1972    | Україна    | 4        | 0        |
|              | Кірлік Андрій Яношевич           | 21 листопада 1974 | Україна    | 32       | 1        |
|              | Коваленко Костянтин Валерійович  | 2 січня 1975      | Україна    | 10       | 1        |
|              | Ковальов Сергій Вікторович       | 4 лютого 1972     | Україна    | 9        | 0        |
|              | Корпонай Адальберт Тиберійович   | 18 квітня 1966    | Україна    | 27       | 5        |
|              | Матвєєв Олег Юрійович            | 18 серпня 1970    | Україна    | 16       | 12       |
|              | Новіков Владислав Михайлович     | 6 вересня 1971    | Україна    | 17       | 1        |
|              | Чернов Андрій Володимирович      | 21 жовтня 1976    | Україна    | 15       | 1        |
| Нападники    |                                  |                   |            |          |          |
|              | Андрейко Роман Іванович          | 16 грудня 1970    | Україна    | 12       | 0        |
|              | Ателькін Сергій Валерійович      | 8 січня 1972      | Україна    | 14       | 5        |
|              | Бояр Руслан Леонідович           | 10 листопада 1970 | Україна    | 2        | 0        |
|              | Гущин Олександр Сергійович       | 5 серпня 1966     | Україна    | 9        | 0        |
|              | Єфремов Ігор Геннадійович        | 22 серпня 1974    | Україна    | 12       | 1        |
|              | Корпонай Іван Тиберійович        | 13 лютого 1969    | Україна    | 30       | 11       |
|              | Шейхаметов Толят Абдулганієвич   | 24 квітня 1966    | Україна    | 15       | 1        |

## «Кривбас» (Кривий Ріг)
Головні тренери: Юрій Коваль (12 матчів), Юрій Грузнов (5 матчів), Мирон Маркевич (17 матчів)
| №            | Футболіст                       | Дата народження   | Країна      | Ігри     | Голи     |
| Воротарі     | Воротарі                        | Воротарі          | Воротарі    | Воротарі | Воротарі |
| ------------ | ------------------------------- | ----------------- | ----------- | -------- | -------- |
|              | Воробйов Валерій Олександрович  | 14 січня 1970     | Україна     | 32       | 49п      |
|              | Деренов Сергій Ісидорович       | 8 жовтня 1976     | Україна     | 1        | 1п       |
|              | Тарахтій Андрій Володимирович   | 11 липня 1969     | Україна     | 2        | 2п       |
| Захисники    |                                 |                   |             |          |          |
|              | Білозерський Олександр Павлович | 4 травня 1964     | Україна     | 14       | 1        |
|              | Білоусов Андрій Володимирович   | 14 січня 1972     | Україна     | 2        | 0        |
|              | Греділь Степан Осипович         | 1 квітня 1964     | Україна     | 15       | 0        |
|              | Козар Геннадій Васильович       | 23 вересня 1971   | Україна     | 8        | 0        |
|              | Купцов Андрій Сергійович        | 23 січня 1971     | Україна     | 8        | 0        |
|              | Мазур Василь Миколайович        | 23 травня 1970    | Україна     | 17       | 0        |
|              | Мазур Сергій Миколайович        | 23 травня 1970    | Україна     | 14       | 0        |
|              | Нефедов Олександр Миколайович   | 28 грудня 1966    | Україна     | 6        | 0        |
|              | Носенко Владислав Валерійович   | 6 грудня 1970     | Азербайджан | 17       | 0        |
|              | Сисоєв Євген Васильович         | 27 травня 1968    | Україна     | 6        | 0        |
|              | Скорик Павло Георгійович        | 3 квітня 1969     | Україна     | 1        | 0        |
|              | Чередник Олексій Валентинович   | 15 вересня 1960   | Україна     | 5        | 0        |
|              | Яровенко Євген Вікторович       | 17 серпня 1962    | Україна     | 7        | 1        |
| Півзахисники |                                 |                   |             |          |          |
|              | Азовський Іван Геннадійович     | 1 жовтня 1964     | Україна     | 1        | 0        |
|              | Бідулько Дмитро Васильович      | 7 лютого 1967     | Україна     | 7        | 0        |
|              | Білокінь Сергій Вікторович      | 14 листопада 1977 | Україна     | 16       | 1        |
|              | Богатир Віктор Миколайович      | 11 травня 1969    | Україна     | 12       | 1        |
|              | Габіскірія Юрій Важикович       | 1 вересня 1968    | Грузія      | 6        | 0        |
|              | Гончаренко Сергій Григорович    | 24 квітня 1974    | Україна     | 3        | 0        |
|              | Гринь Володимир Дмитрович       | 25 грудня 1971    | Україна     | 11       | 1        |
|              | Громов Віктор Олексійович       | 3 лютого 1965     | Україна     | 33       | 3        |
|              | Дуднік Юрій Володимирович       | 26 вересня 1968   | Україна     | 8        | 2        |
|              | Куриленко Олексій Вікторович    | 29 серпня 1972    | Україна     | 7        | 0        |
|              | Портнов Ігор Вячеславович       | 13 травня 1971    | Україна     | 23       | 0        |
|              | Приходько Геннадій Миколайович  | 14 серпня 1973    | Україна     | 31       | 5        |
|              | Скідан Геннадій Вікторович      | 24 липня 1973     | Україна     | 25       | 3        |
| Нападники    |                                 |                   |             |          |          |
|              | Григорчук Роман Йосипович       | 22 березня 1965   | Україна     | 26       | 10       |
|              | Мальцев Владислав Анатолійович  | 3 квітня 1975     | Україна     | 23       | 5        |
|              | Миколаєнко Юрій Петрович        | 28 вересня 1965   | Україна     | 3        | 0        |
|              | Попович Геннадій Іванович       | 9 лютого 1973     | Україна     | 10       | 0        |
|              | Севідов Олександр Володимирович | 18 липня 1969     | Україна     | 13       | 3        |
|              | Яковенко Юрій Вікторович        | 19 грудня 1971    | Україна     | 31       | 6        |

## «Металург» (Запоріжжя)
Головний тренер: Олександр Томах
| №            | Футболіст                          | Дата народження   | Країна   | Ігри     | Голи     |
| Воротарі     | Воротарі                           | Воротарі          | Воротарі | Воротарі | Воротарі |
| ------------ | ---------------------------------- | ----------------- | -------- | -------- | -------- |
|              | Гребенюк Тарас Олександрович       | 23 серпня 1971    | Україна  | 33       | 42п      |
|              | Лутков Олег Анатолійович           | 15 травня 1966    | Україна  | 1        | 0п       |
| Захисники    |                                    |                   |          |          |          |
|              | Бабій Олександр Миколайович        | 9 липня 1968      | Україна  | 14       | 1        |
|              | Гуйганов Олександр Михайлович      | 20 серпня 1962    | Україна  | 12       | 0        |
|              | Ільченко Сергій Олександрович      | 1 листопада 1977  | Україна  | 15       | 0        |
|              | Кабаченко Олександр Олександрович  | 5 липня 1971      | Україна  | 3        | 0        |
|              | Колоколов Руслан Миколайович       | 11 березня 1966   | Україна  | 31       | 0        |
|              | Маркін Юрій Володимирович          | 19 січня 1971     | Україна  | 33       | 7        |
|              | Фокін Ігор Петрович                | 6 грудня 1965     | Україна  | 25       | 1        |
|              | Чорнявський Олександр Анатолійович | 10 березня 1972   | Україна  | 16       | 1        |
|              | Яровенко Євген Вікторович          | 17 серпня 1962    | Україна  | 8        | 0        |
| Півзахисники |                                    |                   |          |          |          |
|              | Богатир Іван Олександрович         | 24 квітня 1975    | Україна  | 27       | 3        |
|              | Деревінський Олег Михайлович       | 17 липня 1966     | Україна  | 22       | 1        |
|              | Дуднік Юрій Володимирович          | 26 вересня 1968   | Україна  | 19       | 1        |
|              | Заблоцький Сергій Петрович         | 11 жовтня 1974    | Україна  | 4        | 0        |
|              | Каряка Андрій Костянтинович        | 1 квітня 1978     | Україна  | 9        | 0        |
|              | Ключик Сергій Леонідович           | 27 серпня 1973    | Україна  | 26       | 4        |
|              | Колодін Дмитро Вікторович          | 12 квітня 1978    | Україна  | 7        | 0        |
|              | Лучкевич Ігор Валерійович          | 19 листопада 1973 | Україна  | 33       | 7        |
|              | Лютий Владислав Олексійович        | 25 серпня 1970    | Україна  | 17       | 1        |
|              | Олійник Олексій Степанович         | 14 листопада 1977 | Україна  | 10       | 0        |
|              | Полтавець Валентин Миколайович     | 18 квітня 1975    | Україна  | 32       | 5        |
| Нападники    |                                    |                   |          |          |          |
|              | Ванін Володимир Вікторович         | 14 березня 1974   | Україна  | 6        | 1        |
|              | Кріпак Яків Вікторович             | 13 червня 1978    | Україна  | 16       | 7        |
|              | Липський Олег Леонідович           | 1 січня 1975      | Україна  | 8        | 0        |
|              | Поцхверія Михайло Іванович         | 12 серпня 1975    | Грузія   | 23       | 9        |

## «Нива» (Вінниця)
Головний тренер: Сергій Морозов
| №            | Футболіст                           | Дата народження | Країна   | Ігри     | Голи     |
| Воротарі     | Воротарі                            | Воротарі        | Воротарі | Воротарі | Воротарі |
| ------------ | ----------------------------------- | --------------- | -------- | -------- | -------- |
|              | Немодрук Євген Анатолійович         | 29 квітня 1972  | Україна  | 15       | 17п      |
|              | Циткін Володимир Борисович          | 1 серпня 1966   | Україна  | 22       | 19п      |
| Захисники    |                                     |                 |          |          |          |
|              | Балацький Анатолій Васильович       | 15 червня 1972  | Україна  | 25       | 2        |
|              | Гайдаржи Леонід Васильович          | 20 травня 1959  | Україна  | 33       | 4        |
|              | Дерік Олександр Анатолійович        | 22 вересня 1975 | Україна  | 9        | 0        |
|              | Запорожченко Вячеслав Юрійович      | 24 вересня 1969 | Україна  | 13       | 0        |
|              | Зуєнко Микола Миколайович           | 11 жовтня 1972  | Україна  | 17       | 0        |
|              | Лелюк Дмитро Валерійович            | 8 січня 1974    | Україна  | 9        | 0        |
|              | Солов'єнко Юрій Леонідович          | 20 січня 1971   | Україна  | 21       | 0        |
|              | Сосенко Костянтин Федорович         | 26 вересня 1969 | Україна  | 33       | 0        |
|              | Тарасенко Віталій Іванович          | 29 липня 1961   | Україна  | 2        | 0        |
| Півзахисники |                                     |                 |          |          |          |
|              | Борисюк Андрій Віталійович          | 27 вересня 1975 | Україна  | 17       | 0        |
|              | Бровченко Віктор Валерійович        | 11 жовтня 1979  | Україна  | 21       | 1        |
|              | Веретинський Олег Анатолійович      | 6 серпня 1978   | Україна  | 2        | 0        |
|              | Копецький Дмитро Володимирович      | 14 квітня 1974  | Україна  | 2        | 0        |
|              | Лактіонов Олександр Юрійович        | 2 квітня 1971   | Україна  | 27       | 4        |
|              | Любинський Олександр Валентинович   | 28 жовтня 1970  | Україна  | 33       | 3        |
|              | Романчук Руслан Володимирович       | 12 жовтня 1974  | Україна  | 33       | 5        |
|              | Рябцев Олексій Васильович           | 30 вересня 1974 | Україна  | 20       | 0        |
|              | Червоний Олександр Володимирович    | 1 вересня 1961  | Україна  | 30       | 0        |
| Нападники    |                                     |                 |          |          |          |
|              | Бессараб Олександр Миколайович      | 13 вересня 1978 | Україна  | 3        | 0        |
|              | Головко Андрій Валентинович         | 5 серпня 1977   | Україна  | 15       | 4        |
|              | Голоколосов Олександр Олександрович | 28 січня 1976   | Україна  | 14       | 3        |
|              | Матвійченко Павло Васильович        | 12 липня 1969   | Україна  | 17       | 1        |
|              | Овчаренко Юрій Миколайович          | 25 квітня 1968  | Україна  | 4        | 0        |
|              | Паршин Павло Анатолійович           | 5 серпня 1975   | Україна  | 23       | 1        |

## «Нива» (Тернопіль)
Головний тренер: Ігор Яворський
| №            | Футболіст                       | Дата народження   | Країна   | Ігри     | Голи     |
| Воротарі     | Воротарі                        | Воротарі          | Воротарі | Воротарі | Воротарі |
| ------------ | ------------------------------- | ----------------- | -------- | -------- | -------- |
|              | Кураєв Андрій Вадимович         | 19 грудня 1972    | Україна  | 30       | 33п      |
|              | Нікітенко Юрій Миколайович      | 28 березня 1974   | Україна  | 5        | 9п       |
| Захисники    |                                 |                   |          |          |          |
|              | Біскуп Ігор Іванович            | 11 серпня 1960    | Україна  | 32       | 0        |
|              | Грегуль Валентин Миколайович    | 9 грудня 1973     | Україна  | 19       | 0        |
|              | Король Ігор Євгенович           | 26 серпня 1971    | Україна  | 11       | 1        |
|              | Кочвар Сергій Володимирович     | 20 вересня 1968   | Україна  | 1        | 0        |
|              | Сушка Ігор Володимирович        | 4 вересня 1969    | Україна  | 30       | 2        |
|              | Танасюк Сергій Анатолійович     | 12 листопада 1968 | Україна  | 29       | 0        |
| Півзахисники |                                 |                   |          |          |          |
|              | Беззубко Євген Миколайович      | 25 грудня 1975    | Україна  | 2        | 0        |
|              | Дем'янчук Михайло Михайлович    | 15 листопада 1971 | Україна  | 32       | 2        |
|              | Доценко Віктор Петрович         | 10 грудня 1975    | Україна  | 22       | 0        |
|              | Капанадзе Таріел Давидович      | 1 грудня 1962     | Грузія   | 13       | 0        |
|              | Куліш Юрій Петрович             | 22 серпня 1963    | Україна  | 12       | 0        |
|              | Николайчук Матвій Михайлович    | 9 серпня 1974     | Україна  | 12       | 2        |
|              | Пархоменко Андрій Вікторович    | 27 грудня 1971    | Україна  | 29       | 0        |
|              | Рудницький Віталій Павлович     | 4 грудня 1964     | Україна  | 26       | 3        |
|              | Тутиченко Дмитро Павлович       | 5 березня 1970    | Україна  | 15       | 0        |
|              | Червоний Віктор Володимирович   | 5 березня 1966    | Україна  | 22       | 0        |
|              | Шищенко Сергій Юрійович         | 13 січня 1976     | Україна  | 28       | 3        |
| Нападники    |                                 |                   |          |          |          |
|              | Демидяк Василь Ярославович      | 22 січня 1978     | Україна  | 9        | 0        |
|              | Капанадзе Автанділ Давидович    | 1 грудня 1962     | Грузія   | 13       | 5        |
|              | Прохоренков Олексій Олексійович | 21 жовтня 1971    | Україна  | 16       | 1        |
|              | Яворський Ігор Петрович         | 9 червня 1959     | Україна  | 15       | 6        |
|              | Ящук Олег Ростиславович         | 26 жовтня 1977    | Україна  | 19       | 10       |

## «Прикарпаття» (Івано-Франківськ)
Головний тренер: Ігор Юрченко
| №            | Футболіст                        | Дата народження   | Країна   | Ігри     | Голи     |
| Воротарі     | Воротарі                         | Воротарі          | Воротарі | Воротарі | Воротарі |
| ------------ | -------------------------------- | ----------------- | -------- | -------- | -------- |
|              | Винокуров Вадим Володимирович    | 25 липня 1975     | Україна  | 3        | 6п       |
|              | Рипан Олег Павлович              | 28 липня 1972     | Україна  | 30       | 42п      |
|              | Сташко Сергій Романович          | 21 березня 1971   | Україна  | 1        | 0п       |
|              | Черніков Геннадій Юрійович       | 7 травня 1970     | Україна  | 1        | 1п       |
| Захисники    |                                  |                   |          |          |          |
|              | Ватаманюк Ярослав Петрович       | 25 травня 1963    | Україна  | 32       | 0        |
|              | Зуєнко Микола Миколайович        | 11 жовтня 1972    | Україна  | 13       | 0        |
|              | Мазур Дмитро Анатолійович        | 17 березня 1967   | Україна  | 32       | 4        |
|              | Русановський Роман Євгенович     | 8 жовтня 1972     | Україна  | 33       | 0        |
|              | Савка Михайло Степанович         | 12 листопада 1962 | Україна  | 26       | 1        |
|              | Салій Володимир Богданович       | 17 липня 1973     | Україна  | 2        | 0        |
|              | Старостяк Михайло Володимирович  | 13 жовтня 1973    | Україна  | 1        | 0        |
| Півзахисники |                                  |                   |          |          |          |
|              | Амілехін Сергій Володимирович    | 12 червня 1974    | Україна  | 23       | 4        |
|              | Гусак Богдан Ярославович         | 4 травня 1972     | Україна  | 7        | 0        |
|              | Данилко Роман Ярославович        | 13 червня 1972    | Україна  | 1        | 0        |
|              | Євглевський Сергій Юрійович      | 3 червня 1969     | Україна  | 33       | 4        |
|              | Каретник Володимир Володимирович | 24 квітня 1972    | Україна  | 5        | 0        |
|              | Максимюк Роман Васильович        | 14 червня 1974    | Україна  | 25       | 0        |
|              | Матвіїв Степан Олексійович       | 10 березня 1968   | Україна  | 12       | 1        |
|              | Нестерук Андрій Петрович         | 1 серпня 1978     | Україна  | 3        | 0        |
|              | Редушко Анатолій Ярославович     | 9 січня 1970      | Україна  | 27       | 2        |
|              | Скиш Віталій Володимирович       | 23 серпня 1971    | Україна  | 13       | 0        |
|              | Смотрич Юрій Іванович            | 5 червня 1962     | Україна  | 7        | 0        |
|              | Стахів Ігор Іванович             | 1 вересня 1968    | Україна  | 5        | 0        |
|              | Тофан Василь Васильович          | 13 лютого 1974    | Україна  | 10       | 0        |
|              | Хомин Андрій Романович           | 24 травня 1968    | Україна  | 14       | 4        |
|              | Юрченко Ігор Миколайович         | 5 вересня 1960    | Україна  | 17       | 4        |
| Нападники    |                                  |                   |          |          |          |
|              | Апіян Артур Нептунович           | 20 червня 1978    | Україна  | 1        | 0        |
|              | Барановський Сергій Вікторович   | 10 серпня 1974    | Україна  | 1        | 0        |
|              | Ірічук Павло Васильович          | 1 лютого 1970     | Україна  | 18       | 9        |
|              | Ларін Володимир Миколайович      | 8 листопада 1977  | Україна  | 1        | 0        |
|              | Микуляк Олександр Васильович     | 29 грудня 1976    | Україна  | 12       | 0        |
|              | Русак Петро Романович            | 20 листопада 1970 | Україна  | 24       | 9        |
|              | Турянський Сергій Миронович      | 25 травня 1962    | Україна  | 16       | 6        |

## СК «Миколаїв»
Головний тренер: Євген Кучеревський
| №            | Футболіст                              | Дата народження  | Країна    | Ігри     | Голи     |
| Воротарі     | Воротарі                               | Воротарі         | Воротарі  | Воротарі | Воротарі |
| ------------ | -------------------------------------- | ---------------- | --------- | -------- | -------- |
|              | Винокуров (Деонас) Вадим Володимирович | 25 липня 1975    | Україна   | 11       | 16п      |
|              | Гришко Віктор Васильович               | 2 листопада 1961 | Україна   | 3        | 8п       |
|              | Коваленко Олександр Анатолійович       | 5 вересня 1971   | Україна   | 2        | 8п       |
|              | Собещаков Сергій Михайлович            | 3 березня 1972   | Україна   | 18       | 21п      |
| Захисники    |                                        |                  |           |          |          |
|              | Бугай Сергій Іванович                  | 29 вересня 1972  | Україна   | 32       | 5        |
|              | Жигулін Спартак Володимирович          | 25 травня 1971   | Україна   | 10       | 1        |
|              | Ляшенко Олег Володимирович             | 22 серпня 1976   | Україна   | 11       | 0        |
|              | Майборода Сергій Іванович              | 22 червня 1971   | Україна   | 14       | 4        |
|              | Матросов Олександр Анатолійович        | 15 квітня 1970   | Україна   | 26       | 0        |
|              | Пучков Сергій Валентинович             | 17 квітня 1962   | Україна   | 14       | 4        |
|              | Сандул Олег Олександрович              | 25 березня 1967  | Україна   | 10       | 0        |
|              | Сілецький Сергій Валерійович           | 2 травня 1971    | Україна   | 31       | 0        |
| Півзахисники |                                        |                  |           |          |          |
|              | Васильків Руслан Борисович             | 8 січня 1973     | Україна   | 14       | 1        |
|              | Гузенко Андрій Леонідович              | 19 лютого 1973   | Україна   | 22       | 4        |
|              | Гуральський Олександр Петрович         | 12 вересня 1971  | Україна   | 30       | 2        |
|              | Корпонай Адальберт Тиберійович         | 18 квітня 1966   | Україна   | 3        | 0        |
|              | Кудлюк Валерій Ігорович                | 14 квітня 1968   | Україна   | 6        | 1        |
|              | Куліш Юрій Петрович                    | 22 серпня 1963   | Україна   | 7        | 0        |
|              | Пономаренко Володимир Миколайович      | 29 жовтня 1972   | Україна   | 31       | 2        |
|              | Салімов Фанас Нагімович                | 19 лютого 1964   | Казахстан | 10       | 0        |
|              | Сич Олег Андрійович                    | 19 липня 1960    | Україна   | 5        | 0        |
|              | Чмерук Сергій Андрійович               | 21 лютого 1971   | Україна   | 3        | 0        |
|              | Чорний Сергій Васильович               | 2 червня 1970    | Україна   | 1        | 0        |
|              | Якименко Олексій Володимирович         | 22 жовтня 1974   | Україна   | 26       | 1        |
| Нападники    |                                        |                  |           |          |          |
|              | Андросов Андрій Анатолійович           | 12 січня 1968    | Україна   | 17       | 3        |
|              | Галстян Овік Саргісович                | 7 вересня 1976   | Україна   | 10       | 2        |
|              | Горобець Дмитро Іванович               | 10 серпня 1974   | Україна   | 9        | 0        |
|              | Думенко Сергій Валерійович             | 25 лютого 1968   | Україна   | 20       | 1        |
|              | Забранський Руслан Михайлович          | 10 березня 1971  | Україна   | 23       | 2        |
|              | Зайченко Юрій Володимирович            | 21 березня 1973  | Україна   | 1        | 0        |
|              | Миколаєнко Юрій Петрович               | 28 вересня 1965  | Україна   | 13       | 1        |
|              | Сонін Євген Юрійович                   | 16 червня 1974   | Україна   | 10       | 0        |
|              | Шаповалов Олексій Валерійович          | 14 травня 1977   | Україна   | 7        | 2        |

## «Таврія» (Сімферополь)
Головні тренери: Анатолій Заяєв (17 матчів), Юрій Керман (10 матчів), Рувим Аронов (7 матчів)
| №            | Футболіст                        | Дата народження   | Країна   | Ігри     | Голи     |
| Воротарі     | Воротарі                         | Воротарі          | Воротарі | Воротарі | Воротарі |
| ------------ | -------------------------------- | ----------------- | -------- | -------- | -------- |
|              | Збарах Микола Миколайович        | 25 лютого 1975    | Україна  | 4        | 8п       |
|              | Левицький Максим Анатолійович    | 26 листопада 1972 | Україна  | 29       | 38п      |
| Захисники    |                                  |                   |          |          |          |
|              | Волков Ігор Миколайович          | 13 березня 1965   | Україна  | 30       | 6        |
|              | Дем'яненко Дмитро Володимирович  | 11 червня 1969    | Україна  | 12       | 0        |
|              | Донюшкін Юрій Олексійович        | 27 січня 1976     | Україна  | 14       | 0        |
|              | Єсін Сергій Олександрович        | 2 квітня 1975     | Україна  | 22       | 2        |
|              | Кальян Сергій Миколайович        | 24 травня 1973    | Україна  | 7        | 0        |
|              | Кузнецов Олексій Миколайович     | 23 лютого 1976    | Україна  | 2        | 0        |
|              | Муравйов Олег Вікторович         | 27 червня 1971    | Україна  | 27       | 0        |
|              | Назаров Дмитро Аркадійович       | 3 серпня 1977     | Україна  | 2        | 0        |
|              | Смігунов Віктор Іванович         | 28 січня 1962     | Україна  | 30       | 0        |
|              | Соколенко Андрій Євгенович       | 8 червня 1978     | Україна  | 1        | 0        |
| Півзахисники |                                  |                   |          |          |          |
|              | Бурдін Олександр Васильович      | 26 серпня 1975    | Україна  | 31       | 3        |
|              | Ветренніков Сергій Юрійович      | 24 березня 1976   | Україна  | 18       | 0        |
|              | Заруцький Олег Валентинович      | 16 січня 1973     | Україна  | 16       | 1        |
|              | Кундєнок Геннадій Миколайович    | 6 жовтня 1976     | Україна  | 23       | 4        |
|              | Кундєнок Олександр Миколайович   | 11 листопада 1973 | Україна  | 33       | 7        |
|              | Опарін Андрій Станіславович      | 27 травня 1968    | Україна  | 33       | 5        |
|              | Росляков Андрій Вячеславович     | 25 серпня 1969    | Україна  | 5        | 0        |
|              | Тарабрін Олександр Юрійович      | 28 січня 1973     | Україна  | 7        | 1        |
|              | Фенін Юрій Анатолійович          | 28 березня 1977   | Україна  | 5        | 0        |
|              | Фокін Юрій Тенгісович            | 3 січня 1966      | Україна  | 12       | 0        |
| Нападники    |                                  |                   |          |          |          |
|              | Антюхін Олексій Володимирович    | 25 листопада 1971 | Україна  | 27       | 9        |
|              | Гайдаш Олександр Миколайович     | 7 серпня 1967     | Україна  | 14       | 2        |
|              | Мартинов Володимир Володимирович | 6 квітня 1976     | Україна  | 7        | 0        |
|              | Фурсов Володимир Володимирович   | 3 січня 1970      | Україна  | 27       | 5        |

## «Торпедо» (Запоріжжя)
Головний тренер: Ігор Надєїн
| №            | Футболіст                     | Дата народження   | Країна   | Ігри     | Голи     |
| Воротарі     | Воротарі                      | Воротарі          | Воротарі | Воротарі | Воротарі |
| ------------ | ----------------------------- | ----------------- | -------- | -------- | -------- |
|              | Глущенко Андрій Олександрович | 18 березня 1974   | Україна  | 5        | 3п       |
|              | Колесов Олег Анатолійович     | 15 лютого 1969    | Україна  | 21       | 33п      |
|              | Ногін Олександр Васильович    | 10 грудня 1970    | Україна  | 9        | 10п      |
| Захисники    |                               |                   |          |          |          |
|              | Бабій Олександр Миколайович   | 9 липня 1968      | Україна  | 4        | 0        |
|              | Бурхан Кирило Юрійович        | 26 грудня 1976    | Україна  | 4        | 0        |
|              | Вернидуб Юрій Миколайович     | 22 січня 1966     | Україна  | 33       | 10       |
|              | Вєтров Олег Миколайович       | 7 березня 1970    | Україна  | 30       | 0        |
|              | Волков Олександр Миколайович  | 10 лютого 1961    | Україна  | 28       | 1        |
|              | Максименко Андрій Юрійович    | 5 червня 1972     | Україна  | 28       | 0        |
|              | Нефедов Олександр Миколайович | 28 грудня 1966    | Україна  | 14       | 0        |
|              | Романов Юрій Володимирович    | 5 листопада 1963  | Україна  | 4        | 0        |
|              | Столовицький Ігор Михайлович  | 29 серпня 1969    | Україна  | 16       | 0        |
|              | Черкун Ігор Валентинович      | 17 лютого 1965    | Україна  | 22       | 0        |
|              | Шубін Олексій Вікторович      | 5 квітня 1975     | Україна  | 18       | 1        |
| Півзахисники |                               |                   |          |          |          |
|              | Базиляк Олександр Юрійович    | 24 серпня 1972    | Україна  | 14       | 1        |
|              | Бондаренко Юрій Володимирович | 14 січня 1972     | Україна  | 30       | 3        |
|              | Зубченко Андрій Володимирович | 15 березня 1977   | Україна  | 17       | 1        |
|              | Павлик Ігор Васильович        | 19 листопада 1971 | Україна  | 15       | 0        |
|              | Панін Вадим Миколайович       | 3 серпня 1971     | Україна  | 3        | 0        |
|              | Плотко Ігор Володимирович     | 9 червня 1966     | Україна  | 23       | 1        |
|              | Полівода Андрій Анатолійович  | 18 липня 1976     | Україна  | 2        | 0        |
|              | Смірнов Денис Анатолійович    | 18 червня 1975    | Україна  | 33       | 6        |
| Нападники    |                               |                   |          |          |          |
|              | Аваков Арсен Георгійович      | 28 травня 1971    | Україна  | 15       | 4        |
|              | Бондаренко Роман Дмитрійович  | 14 серпня 1966    | Україна  | 34       | 9        |
|              | Косенко Олексій Юрійович      | 9 березня 1975    | Україна  | 28       | 3        |
|              | Косирін Олександр Михайлович  | 18 червня 1977    | Україна  | 9        | 0        |

## «ЦСКА-Борисфен» (Київ)
Головні тренери: Михайло Фоменко (29 матчів), Віктор Чанов (5 матчів)
| №            | Футболіст                      | Дата народження   | Країна      | Ігри     | Голи     |
| Воротарі     | Воротарі                       | Воротарі          | Воротарі    | Воротарі | Воротарі |
| ------------ | ------------------------------ | ----------------- | ----------- | -------- | -------- |
|              | Горяінов Олександр Сергійович  | 29 червня 1975    | Україна     | 3        | 2п       |
|              | Рева Віталій Григорович        | 19 листопада 1974 | Україна     | 31       | 24п      |
|              | Савченко Володимир Миколайович | 9 вересня 1973    | Україна     | 2        | 1п       |
| Захисники    |                                |                   |             |          |          |
|              | Богач Володимир Володимирович  | 17 березня 1972   | Україна     | 1        | 0        |
|              | Волосянко Микола Миколайович   | 13 березня 1972   | Україна     | 33       | 6        |
|              | Дірявка Сергій Георгійович     | 18 квітня 1971    | Україна     | 25       | 2        |
|              | Кузнєцов Олег Володимирович    | 22 березня 1963   | Україна     | 11       | 1        |
|              | Левченко Віталій Григорович    | 28 березня 1972   | Таджикистан | 17       | 0        |
|              | Мацігура Володимир Васильович  | 14 травня 1975    | Україна     | 16       | 0        |
|              | Ревут Сергій Анатолійович      | 25 лютого 1971    | Україна     | 28       | 3        |
|              | Селезньов Сергій Анатолійович  | 17 лютого 1975    | Україна     | 1        | 0        |
|              | Ульяницький Віктор Васильович  | 7 серпня 1972     | Україна     | 13       | 1        |
|              | Федоров Сергій Владиславович   | 18 лютого 1975    | Україна     | 26       | 3        |
| Півзахисники |                                |                   |             |          |          |
|              | Анненков Андрій Михайлович     | 21 січня 1969     | Україна     | 28       | 0        |
|              | Бєлкін Віктор Володимирович    | 25 лютого 1973    | Україна     | 14       | 1        |
|              | Закотюк Микола Степанович      | 3 лютого 1975     | Україна     | 28       | 2        |
|              | Лобас Володимир Демидович      | 6 березня 1970    | Україна     | 4        | 0        |
|              | Матвіїв Степан Олексійович     | 10 березня 1968   | Україна     | 1        | 0        |
|              | Мфіло Мафумба                  | 12 жовтня 1969    | Заїр        | 2        | 0        |
|              | Новіков Владислав Михайлович   | 6 вересня 1971    | Україна     | 1        | 0        |
|              | Пестряков Олег Ігорович        | 5 серпня 1974     | Україна     | 25       | 3        |
|              | Прудіус Владислав Миколайович  | 22 червня 1973    | Україна     | 8        | 1        |
|              | Свистунов Олександр Вікторович | 30 серпня 1973    | Україна     | 31       | 3        |
|              | Цихмейструк Едуард Миколайович | 24 червня 1973    | Україна     | 34       | 2        |
| Нападники    |                                |                   |             |          |          |
|              | Бабич Костянтин Миколайович    | 6 травня 1975     | Україна     | 16       | 3        |
|              | Гусін Андрій Леонідович        | 11 грудня 1972    | Україна     | 27       | 9        |
|              | Корєнєв Дмитро Віталійович     | 7 жовтня 1970     | Україна     | 2        | 0        |
|              | Пушкуца Віталій Георгійович    | 13 липня 1974     | Україна     | 31       | 5        |

## «Чорноморець» (Одеса)
Головний тренер: Леонід Буряк
| №            | Футболіст                         | Дата народження | Країна   | Ігри     | Голи     |
| Воротарі     | Воротарі                          | Воротарі        | Воротарі | Воротарі | Воротарі |
| ------------ | --------------------------------- | --------------- | -------- | -------- | -------- |
|              | Долганський Сергій Миколайович    | 15 вересня 1974 | Україна  | 3        | 1п       |
|              | Суслов Олег Анатолійович          | 2 січня 1969    | Україна  | 34       | 2, 24п   |
| Захисники    |                                   |                 |          |          |          |
|              | Букель Юрій Олександрович         | 22 червня 1971  | Україна  | 30       | 0        |
|              | Колчін Денис Борисович            | 13 жовтня 1977  | Україна  | 19       | 0        |
|              | Леженцев Сергій Борисович         | 4 серпня 1971   | Україна  | 6        | 0        |
|              | Парфьонов Дмитро Володимирович    | 11 вересня 1974 | Україна  | 34       | 0        |
|              | Сак Юрій Миколайович              | 3 січня 1967    | Україна  | 17       | 2        |
|              | Тернавський Владислав Михайлович  | 2 травня 1969   | Росія    | 16       | 3        |
| Півзахисники |                                   |                 |          |          |          |
|              | Васильків Руслан Борисович        | 8 січня 1973    | Україна  | 13       | 2        |
|              | Гашкін Андрій Олександрович       | 6 грудня 1970   | Росія    | 31       | 8        |
|              | Горшков Олександр Вікторович      | 8 лютого 1970   | Україна  | 15       | 0        |
|              | Жабченко Ігор Валентинович        | 1 липня 1968    | Україна  | 20       | 0        |
|              | Зотов Олександр Сергійович        | 23 лютого 1975  | Україна  | 33       | 2        |
|              | Кардаш Василь Ярославович         | 14 січня 1973   | Україна  | 32       | 7        |
|              | Колесніченко Віталій Віталійович  | 10 червня 1973  | Україна  | 21       | 1        |
|              | Литовченко Геннадій Володимирович | 11 вересня 1963 | Україна  | 10       | 1        |
|              | Мусолітін Володимир Миколайович   | 11 березня 1973 | Україна  | 32       | 1        |
|              | Николайчук Матвій Михайлович      | 9 серпня 1974   | Україна  | 7        | 2        |
|              | Селезньов Юрій Олександрович      | 18 грудня 1975  | Україна  | 18       | 1        |
|              | Скиш Віталій Володимирович        | 23 серпня 1971  | Україна  | 9        | 1        |
| Нападники    |                                   |                 |          |          |          |
|              | Бєланов Ігор                      | 25 вересня 1960 | Україна  | 3        | 1        |
|              | Гусейнов Тімєрлан Рустамович      | 24 січня 1968   | Україна  | 33       | 20       |
|              | Козакевич Олександр Володимирович | 9 серпня 1975   | Україна  | 22       | 2        |
|              | Мочуляк Олег Леонідович           | 27 вересня 1974 | Україна  | 7        | 0        |

## «Шахтар» (Донецьк)
Головні тренери: Володимир Сальков (6 матчів), Валерій Рудаков (28 матчів)
| №            | Футболіст                           | Дата народження   | Країна   | Ігри     | Голи     |
| Воротарі     | Воротарі                            | Воротарі          | Воротарі | Воротарі | Воротарі |
| ------------ | ----------------------------------- | ----------------- | -------- | -------- | -------- |
|              | Нікітін Андрій Дмитрович            | 8 січня 1972      | Україна  | 5        | 11п      |
|              | Шутков Дмитро Анатолійович          | 3 квітня 1972     | Україна  | 29       | 32п      |
| Захисники    |                                     |                   |          |          |          |
|              | Касторний Олег Вікторович           | 29 серпня 1970    | Україна  | 2        | 0        |
|              | Коваль Олександр Миколайович        | 3 травня 1974     | Україна  | 28       | 1        |
|              | Кочвар Сергій Володимирович         | 20 вересня 1968   | Україна  | 31       | 0        |
|              | Леонов Ігор Іванович                | 14 вересня 1967   | Україна  | 7        | 0        |
|              | Мартюк Олександр Леонідович         | 24 липня 1972     | Україна  | 2        | 0        |
|              | Пятенко Володимир Миколайович       | 9 вересня 1974    | Україна  | 27       | 1        |
|              | Попов Сергій Олександрович          | 22 квітня 1971    | Україна  | 16       | 2        |
|              | Старостяк Михайло Володимирович     | 13 жовтня 1973    | Україна  | 27       | 0        |
|              | Чаплигін Сергій Вікторович          | 13 березня 1976   | Україна  | 1        | 0        |
|              | Чіхрадзе Георгій Олександрович      | 1 жовтня 1967     | Грузія   | 22       | 1        |
|              | Яксманицький Володимир Іванович     | 4 лютого 1977     | Україна  | 12       | 0        |
| Півзахисники |                                     |                   |          |          |          |
|              | Габіскірія Юрій Важикович           | 1 вересня 1968    | Грузія   | 1        | 0        |
|              | Зубов Геннадій Олександрович        | 12 вересня 1977   | Україна  | 25       | 6        |
|              | Ковальов Сергій Миколайович         | 22 листопада 1971 | Україна  | 17       | 1        |
|              | Кривенцов Валерій Сергійович        | 31 липня 1973     | Україна  | 10       | 3        |
|              | Матвєєв Олег Юрійович               | 18 серпня 1970    | Україна  | 9        | 1        |
|              | Онопко Сергій Савелійович           | 26 жовтня 1973    | Україна  | 20       | 0        |
|              | Орбу Геннадій Григорович            | 23 липня 1970     | Україна  | 27       | 7        |
|              | Петров Ігор Григорович              | 30 січня 1964     | Україна  | 25       | 4        |
|              | Співак Олександр Сергійович         | 6 січня 1975      | Україна  | 33       | 6        |
| Нападники    |                                     |                   |          |          |          |
|              | Ателькін Сергій Валерійович         | 8 січня 1972      | Україна  | 7        | 0        |
|              | Воскобойник Олександр Володимирович | 26 січня 1976     | Україна  | 23       | 1        |
|              | Дранов Сергій Геннадійович          | 1 вересня 1977    | Україна  | 6        | 1        |
|              | Осташов Олександр Сергійович        | 3 червня 1970     | Україна  | 17       | 3        |
|              | Попович Геннадій Іванович           | 9 лютого 1973     | Україна  | 3        | 0        |
|              | Поцхверія Михайло Іванович          | 12 серпня 1975    | Грузія   | 1        | 1        |
|              | Федьков Андрій Юрійович             | 4 липня 1971      | Україна  | 16       | 4        |